# Seiichi Kasai
Seiichi Kasai (japanisch 笠井 誠一, Kasai Seiichi; geboren 1932 in Sapporo (Präfektur Hokkaidō)) ist ein japanischer Maler im Yōga-Stil.

## Leben und Wirken
Seiichi Kasai ging 1949 nach Tokio, da er von dem Wunsch erfüllt war, Maler zu werden. Er machte 1957 seinen Abschluss in der Abteilung für Westliche Malerei an der Universität der Künste Tokio. Er erhielt eine Stelle an seiner Alma Mater, bestand dann eine Prüfung, um mit finanzieller Unterstützung der französischen Regierung zur Weiterbildung nach Paris gehen zu können.
Zwei Jahre nach seiner Rückkehr konnte Kasai 1968 auf einer Einzelausstellung in Sapporo seine Bilder zeigen, die während seines Frankreichaufenthaltes entstanden waren. 1969 wurde er Assistenzprofessor und dann Professor an der „Aichi Prefectural University of the Arts“ (愛知県立芸術大学), die ihn später als Meiyo Kyōju verabschiedete.
1990 erhielt Kasai den „Kunstpreis der Stadt Nagoya“ (名古屋市芸術賞). 1994 organisierte er mit Ban Shindō und Shō Fukumoto (福本 章) die „Sanshinkai-Ausstellung“ (三申会展). 2001 wurde er mit dem „Großen Preis des Tōgō-Seiji-Kunstmuseums“ (東郷青児美術館大賞) ausgezeichnet. Auf der Ausstellungsreihe „Hokkaidō gendai guzō ten“ (北海道現代具象展), die 2007 begann, stellt er alljährlich aus.
Kasais Bilder, meist Stillleben oder Innenräume, sind in hellen Farben ausgeführt und gekennzeichnet durch feste Konturen der Objekte oder der Räume.